# Parcelles (Allier)
Parcelles (Pluraletantum) ist ein kleiner Fluss im Zentralmassiv von Frankreich, der im Département Puy-de-Dôme der Region Auvergne-Rhône-Alpes südöstlich der Stadt Clermont-Ferrand verläuft.

## Geografie

### Verlauf
Das Flüsschen entspringt unter dem Namen Ruisseau de Pégut im südlichen Gemeindegebiet von Le Vernet-Chaméane, entwässert generell Richtung Nordwest durch den Regionalen Naturpark Livradois-Forez, ändert seinen Namen auf Ruisseau de Bansat und mündet nach rund 16 Kilometern mit seinem definitiven Namen im Gemeindegebiet von Les Pradeaux als rechter Nebenfluss den Allier.

### Orte am Fluss
(Reihenfolge in Fließrichtung)
- Escout, Gemeinde Le Vernet-Chaméane
- La Chapelle-sur-Usson
- Bansat
- Vinzelles, Gemeinde Bansat
- Saint-Martin-des-Plains
- Les Pradeaux